# جواو ريس
جواو ريس (24 يونيو 1992 في البرتغال - ) هو لاعب كرة قدم برتغالي في مركز الهجوم. لعب مع لوليتيانو.

## وصلات خارجية
- جواو ريس على موقع قاعدة بيانات كرة القدم.إي يو (الإنجليزية)
- جواو ريس على موقع Soccerway.com (الإنجليزية)